# Dayah Tanoh (Mutiara Timur)
Dayah Tanoh is een bestuurslaag in het regentschap Pidie van de provincie Atjeh, Indonesië. Dayah Tanoh telt 564 inwoners (volkstelling 2010).